# Centroclisis mendax
Centroclisis mendax is een insect uit de familie van de mierenleeuwen (Myrmeleontidae), die tot de orde netvleugeligen (Neuroptera) behoort. 
Centroclisis mendax is voor het eerst wetenschappelijk beschreven door Navás in 1912.